# Chalatenango (departement)
Chalatenango je název jednoho ze salvadorských departementů. Rozprostírá se v severní části státu. Na severu hraničí s Hondurasem, ve směru západ-východ sousedí departementy Santa Ana, La Libertad, San Salvador, Cuscatlán a Cabañas. Na honduraských hranicích se nachází nejvyšší hora Salvadoru - Cerro El Pital. Téměř celou jižní hranici depertementu tvoří řeka Lempa, na které se nachází přehradní jezero Cerrón Grande o ploše 135 km². 

## Správní členění
Od roku 2024 sestává departement ze 3 obcí (španělsky municipios), které se dále dělí do 33 obecních distriktů.
| - Chalatenango Sur - Distrito de Chalatenango - Distrito de Arcatao - Distrito de Azacualpa - Distrito de Comalapa - Distrito de Concepción Quezaltepeque - Distrito de El Carrizal - Distrito de La Laguna - Distrito de Las Vueltas - Distrito de Nombre de Jesús - Distrito de Nueva Trinidad - Distrito de Ojos de Agua - Distrito de Potonico - Distrito de San Antonio de La Cruz - Distrito de San Antonio Los Ranchos - Distrito de San Francisco Lempa - Distrito de San Isidro Labrador - Distrito de San José Cancasque - Distrito de San Miguel de Mercedes - Distrito de San José Las Flores - Distrito de San Luis del Carmen | - Chalatenango Norte - Distrito de La Palma - Distrito de Citalá - Distrito de San Ignacio - Chalatenango Centro - Distrito de Nueva Concepción - Distrito de Tejutla - Distrito de La Reina - Distrito de Agua Caliente - Distrito de Dulce Nombre de María - Distrito de El Paraíso - Distrito de San Fernando - Distrito de San Francisco Morazán - Distrito de San Rafael - Distrito de Santa Rita |